# St Cuthbert’s Parish Church (Prestwick)

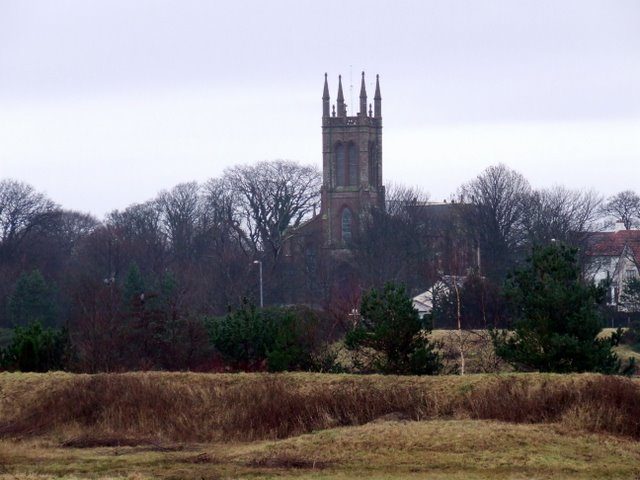
St Cuthbert’s Parish Church

Die St Cuthbert’s Parish Church ist ein Kirchengebäude der presbyterianischen Church of Scotland in der schottischen Stadt Prestwick in der Council Area South Ayrshire. 1971 wurde das Bauwerk in die schottischen Denkmallisten in der Kategorie B aufgenommen. Die Kirche ist noch als solche in Verwendung.

## Beschreibung
Das Gebäude liegt am Nordrand von Prestwick rund hundert Meter westlich des Geländes des Flughafens Glasgow-Prestwick unweit des Towans Hotels. Das neogotische Bauwerk wurde im Jahre 1837 nach einem Entwurf des schottischen Architekten David Bryce erbaut. Umgestaltungen im Jahre 1912 wurden unter der Leitung von Allan Stevenson durchgeführt. 1925 wurde die St Cuthbert’s Parish Church erweitert. Das Mauerwerk besteht aus rötlichem Sandstein. An der westexponierten Frontseite tritt ein Turm mit quadratischem Grundriss hervor. Er schließt mit Flachdach und Pinakeln an den Kanten ab. Der Innenraum ist mit Kreuzgewölbe und einer U-förmigen Galerie gestaltet.